# Distrito de Batken
El distrito de Batken (en kirguís: Баткен району) es uno de los rayones (distrito) de la provincia de Batken en Kirguistán. Su capital es la ciudad Batken, que está subordinada directamente a la provincia y no pertenece al distrito.
En 2009 tenía 69 591 habitantes en una superficie de 5948 km².

## Subdivisiones
El distrito se divide en nueve aiyl okmotus:
- Dara A/O (pueblos: Jangyryk, Tynyk-Suu, Kan, Tabylgy, Kayyngdy, Sary-Talaa, Korgon-Tash, Dzhany-Dzher, Chek)
- Tert-Gyul A/O (pueblos: Ak-Ötök, Ak-Turpak, Zar-Tash, Chong-Kara, Chong-Talaa)
- Kara-Bak A/O (pueblos: Kara-Bak, Dostuk, Kyzyl-Bel, Chet-Kyzyl)
- Kara-Bulak A/O (pueblos: Buzhum, Kara-Bulak)
- Kyshtut A/O (pueblos: Tayan, Gaz, Kyshtut, Say, Sogment, Charbak)
- Samarkandek A/O (pueblos: Samarkandyk, Jangy-Bak, Pasky-Aryk)
- Ak-Say A/O (pueblos: Ak-Say, Kök-Tash, Üch-Döbö, Kapchygay, Tashtumshuk)
- Ak-Tatyr A/O (pueblos: Ak-Tatyr, Ravat, Govsuvar)
- Suu-Bashin A/O (pueblos: Boz-Adyr, Apkan, Bejey, Kara-Tokoy, Aygül-Tash)